# بيه ترينيتيه (كيبك)
بيه ترينيتيه (بالإنجليزية: Baie-Trinité, Quebec)‏ هي بلدية محلية في كيبيك تقع في كندا في Manicouagan Regional County Municipality.[بحاجة لمصدر] يقدر عدد سكانها بـ 419 نسمة ومساحتها 536.30 كم2 .